# 坎比亚区

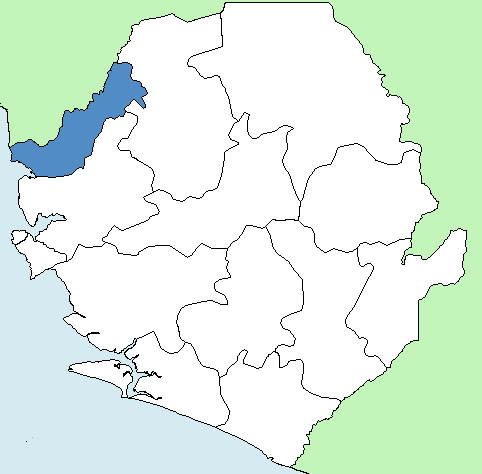
坎比亚区

坎比亚区（英語：Kambia District）是塞拉利昂16区之一，首府坎比亚。它位於塞拉利昂西北省。根據2015年人口普查，坎比亚区的人口为343,686。坎比亚区北部与几内亚共和国接壤，南部与洛科港区接壤，东部与邦巴利区接壤。
9°10′N 12°45′W / 9.17°N 12.75°W